# Telia Customer Service LT
Die AB Telia Customer Service LT ist eine Tochtergesellschaft der Telia Lietuva in Litauen. Als UAB LINTEL gegründete Gesellschaft war sie zu der Gründungszeit eines der ersten privaten sowie (nach Mitarbeiterzahl) größten Telekommunikationsunternehmen in Litauen. Lintel hatte Contact Centers in Radviliškis (110 Mitarbeiter), Kaunas (370 Mitarbeiter), Klaipėda (130 Mitarbeiter), Panevėžys (110 Mitarbeiter) und Vilnius  (210 Mitarbeiter). Das Unternehmen bot neben Kundenservice und Telemarketing auch den Informationsdienst 118 an.
Unter Kunden waren UAB „Omnitel“, UAB „Tele2“, AB „Vilniaus energija“, UAB „DPD Lietuva“, UAB „Maisto Ralis“, UAB „Eurocom“, UAB „Eurocom Plius“, AB „Lietuva Statoil“, UAB „Monetų namai“, M. Gumbrevičiaus PPĮ „Gelsva“,  „FL Technics“, AB „Swedbank“,  AB DNB Bankas, UAB „PZU Lietuva“, UAB „Gjensidige Baltic“, UAB „Eksportuojanti Lietuva“, Vyriausioji rinkimų komisija,  Verkehrsministerium Litauens, Asmens dokumentų išrašymo centras am Innenministerium Litauens.

## Geschichte
Von 1998 an gehört „Lintel“ der AB „Lietuvos telekomas“, später „TEO LT“. 2007 bekam es ISO 9001 Zertifikat der Konformität (Qualitätsmanagement-System). 2009 erzielte es den Umsatz von 42 Mio. Litas.  2011 beschäftigte es 1069 Mitarbeiter. 2013 wurde das Unternehmen von Laurynas Šeškevičius (Direktor) und Eglutė Bivainienė (Vorstandsvorsitz) geleitet.
Im Jahr 2017 wurde das Unternehmen in die Telia Lietuva eingegliedert. Dabei wurden alle Dienstleistungen außer dem Kundensupport sowie den Informationsdienst 118 mit sofortiger Wirkung eingestellt. Seit dem 1. Februar 2017 firmiert das Unternehmen als UAB Telia Customer Service LT.